# Oliver Grüner
Oliver Grüner (* 12. März 1966 in Frankfurt am Main) ist ein ehemaliger deutscher Ruderer.

## Biografie
Oliver Grüner nahm bei den Olympischen Sommerspielen 1988 in Seoul in der Regatta mit dem Doppelvierer teil. Zusammen mit Christoph Galandi, Andreas Reinke und Georg Agrikola belegte er den sechsten Platz. In den folgenden drei Jahren startete er bei den Ruder-Weltmeisterschaften. In Wien 1991 konnte er im Doppelzweier mit André Steiner die Bronzemedaille gewinnen.